# William Moseley
William Thomas Peter Moseley (ur. 27 kwietnia 1987 w Sheepscombe) – brytyjski aktor, występował w roli Piotra Pevensie w filmach Opowieści z Narnii: Lew, czarownica i stara szafa oraz Opowieści z Narnii: Książę Kaspian.

## Życiorys
Urodził się w Sheepscombe w Anglii jako syn Juliette E. (z domu Fleming) i Petera A. Moseleya. Od 1991 do 1998 uczęszczał do Sheepscombe Primary School, w tym czasie brał udział w licznych konkursach recytatorskich.
Swój pierwszy występ przed kamerą zaliczył w wieku jedenastu lat w produkcji telewizyjnej PBS Cydr z różą (Cider with Rosie, 1998). Małą rolę otrzymał również w 2002 w filmie Żegnaj Chips (Goodbye, Mr. Chips).
Niepowodzeniem zakończył się casting do roli głównego bohatera serii o Harrym Potterze. Uznanie publiczności i krytyków przyniosła mu kreacja Piotra Pevensie w filmowej adaptacji książek C.S. Lewisa Opowieści z Narnii: Lew, czarownica i stara szafa (2005) i kolejnej części Opowieści z Narnii: Książę Kaspian (2008).

## Filmografia
- 1998: Cydr z różą (Cider with Rosie, TV) jako
- 2002: Żegnaj Chips (Goodbye, Mr. Chips) jako Forrester
- 2005: Opowieści z Narnii: Lew, czarownica i stara szafa (The Chronicles of Narnia: The Lion, the Witch and the Wardrobe) jako Piotr Pevensie
- 2008: Opowieści z Narnii: Książę Kaspian (The Chronicles of Narnia: Prince Caspian) jako Piotr Pevensie
- 2009: Iron Clad
- 2010: Opowieści z Narnii: Podróż Wędrowca do Świtu (The Chronicles of Narnia: The Voyage of the Dawn Treader) jako Piotr Pevensie
- 2012: The Selection jako Aspen Leger
- 2012: Pułapki umysłu jako książę Karl Hasse-Brandenberg
- 2013: Of Corset's Mine jako Randolph
- 2013: Run jako Daniel Lombardi